# Premio Lumière per il miglior attore
Il Premio Lumière per il miglior attore (Prix Lumière du meilleur acteur) è un premio cinematografico assegnato annualmente dall'Académie des Lumières ad un attore di un film francese uscito nelle sale nel corso dell'anno precedente.
Michel Serrault, Benoît Magimel e Mathieu Amalric sono gli unici ad aver vinto il premio più di una volta.

## Vincitori e candidati
I vincitori sono indicati in grassetto, a seguire gli altri candidati.

### Anni 1996-1999
- 1996: Michel Serrault - Nelly e Mr. Arnaud (Nelly et monsieur Arnaud)
- 1997: Charles Berling - Ridicule
- 1998: Michel Serrault - Rien ne va plus
- 1999: Jacques Villeret - La cena dei cretini (Le dîner de cons)

### Anni 2000-2009
- 2000: Philippe Torreton - Ricomincia da oggi (Ça commence aujourd'hui)
- 2001: Daniel Auteuil - Sade
- 2002: Michel Bouquet - Comment j'ai tué mon père
- 2003: Jean Rochefort - L'uomo del treno (L'homme du train)
- 2004: Bruno Todeschini - Son frère
- 2005: Mathieu Amalric - I re e la regina (Rois et reine)
- 2006: Romain Duris - Tutti i battiti del mio cuore (De battre mon cœur s'est arrêté)
- 2007: Gérard Depardieu - Quand j'étais chanteur
- 2008: Mathieu Amalric - Lo scafandro e la farfalla (Le scaphandre et le papillon)
- 2009: Vincent Cassel - Nemico pubblico N. 1 - L'istinto di morte (Mesrine: L'instinct de mort) / Nemico pubblico N. 1 - L'ora della fuga (Mesrine: L'ennemi public n° 1)

### Anni 2010-2019
- 2010: Tahar Rahim - Il profeta (Un prophète)
  - Yvan Attal - Rapt
  - François Cluzet - À l'origine
  - Romain Duris - Persécution
  - Vincent Lindon - Welcome
- 2011: Michael Lonsdale - Uomini di Dio (Des hommes et des dieux)
  - Romain Duris - L'Arnacoeur e L'Homme qui voulait vivre sa vie
  - Eric Elmosnino - Gainsbourg (vie héroïque)
  - Édgar Ramírez - Carlos
  - Lambert Wilson - Uomini di Dio (Des hommes et des dieux) e Princesse de Montpensier
- 2012: Omar Sy - Quasi amici - Intouchables (Intouchables)
  - Jean Dujardin - The Artist
  - Olivier Gourmet - Il ministro - L'esercizio dello Stato
  - Joey Starr - Polisse
  - André Wilms - Miracolo a Le Havre (Le Havre)
- 2013: Jean-Louis Trintignant – Amour
  - Guillaume Canet - Une Vie meilleure
  - Denis Lavant - Holy Motors
  - Jérémie Renier - Cloclo
  - Matthias Schoenaerts - Un sapore di ruggine e ossa (De rouille et d'os)
- 2014: Guillaume Gallienne - Tutto sua madre (Les Garçons et Guillaume, à table!) 
  - Michel Bouquet - Renoir
  - Guillaume Canet - Jappeloup
  - Romain Duris - Mood Indigo - La schiuma dei giorni (L'Écume des jours)
  - Thierry Lhermitte - Quai d'Orsay
  - Tahar Rahim - Grand Central
- 2015: Gaspard Ulliel - Saint Laurent
  - Benoît Poelvoorde - Tre cuori (Trois cœurs)
  - Guillaume Canet - La prochaine fois je viserai le coeur e L'homme qu'on aimait trop
  - Mathieu Kassovitz - Vie sauvage
  - Pierre Niney - Yves Saint Laurent
  - Romain Duris - Una nuova amica (Una nouvelle amie)
- 2016: Vincent Lindon - La legge del mercato (La Loi du marché)
  - André Dussollier - Vingt et une nuits avec Pattie
  - Fabrice Luchini - La corte (L'Hermine)
  - Gérard Depardieu - Valley of Love
  - Jérémie Renier - Ni le ciel ni la terre
  - Vincent Macaigne - Due amici (Les deux amis)
- 2017: Jean-Pierre Léaud - La Mort de Louis XIV
  - Gaspard Ulliel - È solo la fine del mondo (Juste la fin du monde)
  - Gérard Depardieu - The End
  - James Thierrée - Mister Chocolat (Chocolat)
  - Nicolas Duvauchelle - Non sono un bastardo (Je ne suis pas un salaud)
  - Omar Sy - Mister Chocolat (Chocolat)
  - Pierre Deladonchamps - Le fils de Jean
- 2018: Nahuel Pérez Biscayart - 120 battiti al minuto (120 battements par minute) 
  - Daniel Auteuil - Quasi nemici - L'importante è avere ragione (Le brio)
  - Jean-Pierre Bacri - C'est la vie - Prendila come viene (Le sens de la fête)
  - Louis Garrel - Il mio Godard (Le Redoutable)
  - Reda Kateb - Django
  - Swann Arlaud - Petit paysan - Un eroe singolare (Petit paysan)
- 2019: Alex Lutz - Guy
  - Romain Duris - Le nostre battaglie (Nos batailles)
  - Vincent Lacoste - Quel giorno d'estate (Amanda)
  - Vincent Lindon - In guerra (En guerre)
  - Denis Ménochet - L'affido - Una storia di violenza (Jusqu'à la garde)

### Anni 2020-2029
- 2020: Roschdy Zem - Roubaix, una luce nell'ombra (Roubaix, une lumière)
  - Swann Arlaud - Grazie a Dio (Grâce à Dieu)
  - Daniel Auteuil - La belle époque
  - Jean Dujardin - L'ufficiale e la spia (J'accuse)
  - Fabrice Luchini - Alice e il sindaco (Alice et le Maire)
- 2021: Sami Bouajila - Un figlio (Un fils)
  - Jonathan Cohen - Énorme
  - Albert Dupontel - Adieu les cons
  - Nicolas Maury - Garçon chiffon
  - Jérémie Renier - Slalom
- 2022: Benoît Magimel - De son vivant
  - Damien Bonnard - Les Intranquilles
  - André Dussollier - È andato tutto bene (Tout s'est bien passé)
  - Vincent Lindon - Titane
  - Benjamin Voisin - Illusioni perdute (Illusions perdues)
- 2023: Benoît Magimel - Pacifiction - Un mondo sommerso (Pacifiction - Tourment sur les îles) 
  - Bastien Bouillon - La notte del 12 (La Nuit du 12)
  - Louis Garrel - L'innocente (L'Innocent)
  - Vincent Macaigne - Chronique d'une liaison passagère
  - Denis Ménochet - As bestas
- 2024: Arieh Worthalter - Il caso Goldman (Le Procès Goldman)
  - Vincent Lacoste - Le Temps d'aimer
  - Karim Leklou - Vincent deve morire (Vincent doit mourir)
  - Melvil Poupaud - Il coraggio di Blanche (L'Amour et les Forêts)
  - Franz Rogowski - Disco Boy
- 2025: Abou Sangare – La storia di Souleymane (L'Histoire de Souleymane)
  - Adam Bessa – Les Fantômes
  - Paul Kircher – Leurs enfants après eux
  - Karim Leklou – Le Roman de Jim
  - Pierre Niney – Il conte di Montecristo (Le Comte de Monte-Cristo)